# Vuelta a Burgos 2022
44. ročník etapového cyklistického závodu Vuelta a Burgos se konal mezi 2. a 6. srpnem 2022 ve španělské Provincii Burgos. Celkovým vítězem se stal Francouz Pavel Sivakov z týmu Ineos Grenadiers. Na druhém a třetím místě se umístili Portugalec João Almeida (UAE Team Emirates) a Kolumbijec Miguel Ángel López (Astana Qazaqstan Team). Závod byl součástí UCI ProSeries 2022 na úrovni 2.Pro.

## Týmy
Závodu se zúčastnilo 12 z 18 UCI WorldTeamů a 5 UCI ProTeamů. Všechny týmy nastoupily na start se sedmi závodníky kromě týmů Bora–Hansgrohe a Team Jumbo–Visma s šesti jezdci, závod tak odstartovalo 117 jezdců. Do cíle na Lagunas de Neila dojelo 98 z nich.
UCI WorldTeamy
- AG2R Citroën Team
- Astana Qazaqstan Team
- Bora–Hansgrohe
- EF Education–EasyPost
- Ineos Grenadiers
- Israel–Premier Tech
- Movistar Team
- Quick-Step–Alpha Vinyl
- Team Bahrain Victorious
- Team Jumbo–Visma
- Trek–Segafredo
- UAE Team Emirates

UCI ProTeamy
- Burgos BH
- Caja Rural–Seguros RGA
- Euskaltel–Euskadi
- Eolo–Kometa
- Equipo Kern Pharma

## Trasa a etapy
| Etapa         | Datum         | Trasa                                                 | Vzdálenost | Typ    | Typ                 | Vítěz                   |
| ------------- | ------------- | ----------------------------------------------------- | ---------- | ------ | ------------------- | ----------------------- |
| 1             | 2. srpna      | Burgos (Katedrála Panny Marie) – Burgos (El Castillo) | 157 km     |        | Zvlněná etapa       | Santiago Buitrago (COL) |
| 2             | 3. srpna      | Vivar del Cid – Villadiego                            | 158 km     |        | Zvlněná etapa       | Timo Roosen (NED)       |
| 3             | 4. srpna      | Quintana Martín Galíndez – Villarcayo                 | 156 km     |        | Horská etapa        | Bastien Tronchon (FRA)  |
| 4             | 5. srpna      | Torresandino – Clunia                                 | 169 km     |        | Středně těžká etapa | Matevž Govekar (SLO)    |
| 5             | 6. srpna      | Lerma – Lagunas de Neila                              | 170 km     |        | Horská etapa        | João Almeida (POR)      |
| Celková délka | Celková délka | Celková délka                                         | 810 km     | 810 km | 810 km              | 810 km                  |

## Průběžné pořadí
| Etapa          | Vítěz             | Celkové pořadí    | Bodovací soutěž   | Vrchařská soutěž    | Soutěž mladých jezdců | Soutěž týmů      |
| -------------- | ----------------- | ----------------- | ----------------- | ------------------- | --------------------- | ---------------- |
| 1              | Santiago Buitrago | Santiago Buitrago | Santiago Buitrago | Diego Pablo Sevilla | Santiago Buitrago     | Ineos Grenadiers |
| 2              | Timo Roosen       | Santiago Buitrago | Ruben Guerreiro   | Xabier Azparren     | Santiago Buitrago     | Ineos Grenadiers |
| 3              | Bastien Tronchon  | Pavel Sivakov     | Ruben Guerreiro   | Vojtěch Řepa        | Santiago Buitrago     | Ineos Grenadiers |
| 4              | Matevž Govekar    | Pavel Sivakov     | Ruben Guerreiro   | Vojtěch Řepa        | Santiago Buitrago     | Bora–Hansgrohe   |
| 5              | João Almeida      | Pavel Sivakov     | Ruben Guerreiro   | Miguel Ángel López  | Carlos Rodríguez      | Bora–Hansgrohe   |
| Konečné pořadí | Konečné pořadí    | Pavel Sivakov     | Ruben Guerreiro   | Miguel Ángel López  | Carlos Rodríguez      | Bora–Hansgrohe   |

- V 2. etapě nosil Ruben Guerreiro, jenž byl druhý v bodovací soutěži, zelený dres, protože vedoucí závodník této klasifikace Santiago Buitrago nosil fialový dres pro lídra celkového pořadí.
- V etapách 2 a 3 nosil Ilan Van Wilder, jenž byl druhý v soutěži mladých jezdců, bílý dres, protože vedoucí závodník této klasifikace Santiago Buitrago nosil fialový dres pro lídra celkového pořadí.

## Konečné pořadí
| Legenda | Legenda                         | Legenda | Legenda                               |
| ------- | ------------------------------- | ------- | ------------------------------------- |
|         | Označuje lídra celkového pořadí |         | Označuje lídra vrchařské soutěže      |
|         | Označuje lídra bodovací soutěže |         | Označuje lídra soutěže mladých jezdců |

### Celkové pořadí
| Pořadí | Jezdec                   | Tým                     | Čas         |
| ------ | ------------------------ | ----------------------- | ----------- |
| 1      | Pavel Sivakov (FRA)      | Ineos Grenadiers        | 19h 00' 23" |
| 2      | João Almeida (POR)       | UAE Team Emirates       | + 35"       |
| 3      | Miguel Ángel López (ESP) | Astana Qazaqstan Team   | + 35"       |
| 4      | Carlos Rodríguez (ESP)   | Ineos Grenadiers        | + 41"       |
| 5      | Ilan Van Wilder (BEL)    | Quick-Step–Alpha Vinyl  | + 42"       |
| 6      | Ruben Guerreiro (POR)    | EF Education–EasyPost   | + 47"       |
| 7      | Jai Hindley (AUS)        | Bora–Hansgrohe          | + 52"       |
| 8      | Santiago Buitrago (COL)  | Team Bahrain Victorious | + 1' 06"    |
| 9      | Wilco Kelderman (NED)    | Bora–Hansgrohe          | + 1' 09"    |
| 10     | Kenny Elissonde (FRA)    | Trek–Segafredo          | + 1' 18"    |

### Bodovací soutěž
| Pořadí | Jezdec                   | Tým                     | Body |
| ------ | ------------------------ | ----------------------- | ---- |
| 1      | Ruben Guerreiro (POR)    | EF Education–EasyPost   | 54   |
| 2      | Pavel Sivakov (FRA)      | Ineos Grenadiers        | 43   |
| 3      | Santiago Buitrago (COL)  | Team Bahrain Victorious | 38   |
| 4      | Bastien Tronchon (FRA)   | AG2R Citroën Team       | 32   |
| 5      | Carlos Rodríguez (ESP)   | Ineos Grenadiers        | 31   |
| 6      | Ilan Van Wilder (BEL)    | Quick-Step–Alpha Vinyl  | 30   |
| 7      | Tao Geoghegan Hart (GBR) | Ineos Grenadiers        | 30   |
| 8      | João Almeida (POR)       | UAE Team Emirates       | 25   |
| 9      | Matevž Govekar (SLO)     | Team Bahrain Victorious | 25   |
| 10     | Jai Hindley (AUS)        | Bora–Hansgrohe          | 24   |

### Vrchařská soutěž
| Pořadí | Jezdec                    | Tým                    | Body |
| ------ | ------------------------- | ---------------------- | ---- |
| 1      | Miguel Ángel López (ESP)  | Astana Qazaqstan Team  | 49   |
| 2      | Pavel Sivakov (FRA)       | Ineos Grenadiers       | 42   |
| 3      | Vojtěch Řepa (CZE)        | Equipo Kern Pharma     | 35   |
| 4      | João Almeida (POR)        | UAE Team Emirates      | 30   |
| 5      | Xabier Azparren (ESP)     | Euskaltel–Euskadi      | 28   |
| 6      | Joel Nicolau (ESP)        | Caja Rural–Seguros RGA | 26   |
| 7      | Bastien Tronchon (FRA)    | AG2R Citroën Team      | 26   |
| 8      | Diego Pablo Sevilla (ESP) | Eolo–Kometa            | 23   |
| 9      | Jesús Ezquerra (ESP)      | Burgos BH              | 22   |
| 10     | Carlos Rodríguez (ESP)    | Ineos Grenadiers       | 20   |

### Soutěž mladých jezdců
| Pořadí | Jezdec                   | Tým                     | Čas         |
| ------ | ------------------------ | ----------------------- | ----------- |
| 1      | Carlos Rodríguez (ESP)   | Ineos Grenadiers        | 19h 01' 04" |
| 2      | Ilan Van Wilder (BEL)    | Quick-Step–Alpha Vinyl  | + 1"        |
| 3      | Santiago Buitrago (COL)  | Team Bahrain Victorious | + 25"       |
| 4      | Matthew Riccitello (USA) | Israel–Premier Tech     | + 4' 52"    |
| 5      | Alex Martín (ESP)        | Eolo–Kometa             | + 9' 51"    |
| 6      | Bastien Tronchon (FRA)   | AG2R Citroën Team       | + 12' 47"   |
| 7      | Marco Frigo (ITA)        | Israel–Premier Tech     | + 13' 20"   |
| 8      | Vojtěch Řepa (CZE)       | Equipo Kern Pharma      | + 13' 40"   |
| 9      | Raúl García Pierna (ESP) | Equipo Kern Pharma      | + 13' 45"   |
| 10     | Mason Hollyman (GBR)     | Israel–Premier Tech     | + 14' 18"   |

### Soutěž španělských jezdců
| Pořadí | Jezdec                   | Tým                    | Čas         |
| ------ | ------------------------ | ---------------------- | ----------- |
| 1      | Carlos Rodríguez (ESP)   | Ineos Grenadiers       | 19h 01' 04" |
| 2      | Joel Nicolau (ESP)       | Caja Rural–Seguros RGA | + 1' 11"    |
| 3      | Alejandro Valverde (ESP) | Movistar Team          | + 1' 26"    |
| 4      | Mikel Bizkarra (ESP)     | Euskaltel–Euskadi      | + 1' 28"    |
| 5      | José Manuel Díaz (ESP)   | Burgos BH              | + 1' 39"    |
| 6      | Urko Berrade (ESP)       | Equipo Kern Pharma     | + 3' 29"    |
| 7      | Antonio Pedrero (ESP)    | Movistar Team          | + 3' 31"    |
| 8      | Óscar Cabedo (ESP)       | Burgos BH              | + 3' 33"    |
| 9      | Jonathan Lastra (ESP)    | Caja Rural–Seguros RGA | + 5' 23"    |
| 10     | Mikel Nieve (ESP)        | Caja Rural–Seguros RGA | + 6' 11"    |

### Soutěž týmů
| Pořadí | Tým                     | Čas         |
| ------ | ----------------------- | ----------- |
| 1      | Bora–Hansgrohe          | 57h 02' 04" |
| 2      | Ineos Grenadiers        | + 1' 17"    |
| 3      | Team Bahrain Victorious | + 3' 15"    |
| 4      | Movistar Team           | + 3' 38"    |
| 5      | EF Education–EasyPost   | + 3' 58"    |
| 6      | Astana Qazaqstan Team   | + 9' 04"    |
| 7      | Caja Rural–Seguros RGA  | + 9' 31"    |
| 8      | Quick-Step–Alpha Vinyl  | + 10' 39"   |
| 9      | Burgos BH               | + 12' 16"   |
| 10     | Equipo Kern Pharma      | + 13' 26"   |